# Trigonosoma trigonatum
Trigonosoma trigonatum är en tvåvingeart som först beskrevs av de Meijere 1916.  Trigonosoma trigonatum ingår i släktet Trigonosoma och familjen bredmunsflugor. Inga underarter finns listade i Catalogue of Life.